# 王小玉
王小玉（1952年—），臺灣親民黨籍政治人物，現任台北市私立考上文理法商補習班負責人，2014年曾代表親民黨參選第12屆台北市議員，2015年1月擔任臺北市政府廉政透明委員會委員。